# پایتون فرش
پایتون فرش (نام علمی: Morelia spilota) نام یک گونه از تیره پایتونان است.مورلیا اسپیلوتا که معمولاً به عنوان پیتون فرش شناخته می شود، یک مار بزرگ از خانواده پایتون(به انگلیسی: Pythonidae) است که در استرالیا، گینه نو، مجمع الجزایر بیسمارک و جزایر شمالی سلیمان یافت می شود. بسیاری از زیرگونه ها شناخته شده اند. ITIS شش فهرست، پایگاه داده خزندگان شش و IUCN هشت فهرست را فهرست می کند. این نوع از مارها در کوه های استرالیا زندگی می کنند.